# Nick James
Pas d'image ? Cliquez ici

b Matchs officiels uniquement.
Nick James, née le 20 janvier 1989, est une joueuse internationale américaine de rugby à XV évoluant au poste de pilier.

## Biographie
Nick James naît le 20 janvier 1989. En 2022 elle joue pour le club des Sale Sharks en Angleterre. Elle est retenue en septembre 2022 pour disputer sous les couleurs des États-Unis la Coupe du monde en Nouvelle-Zélande.